# 張哲
張哲（1955年—），朝鮮政治人物，現任職國家科學院院長、朝鮮勞動黨中央委員會中央委員和最高人民會議代議員。同時，他也是北韓核計劃的參與者之一。

## 生平
張哲於1999年在國家科學院旗下的尖端電子工學基地當經理，後在2003年遷調至化學工廠當管理人。同年8月，他在當屆的最高人民會議中首度當選為代議員。2005年，成為國家科學院的員工。2009年9月，他接替邊永立，出任科學院院長；翌年，又入選朝鮮勞動黨中央委員會的委員名單。2011年12月，最高領導人金正日離世，張哲被繼任人金正恩列為治喪委員會的成員。2014年3月，他時隔9年後再次在最高人民會議選舉中當選。

## 資料來源
1. ↑  "북"3차핵시험은 높은 수준의 일대사변"" （页面存档备份，存于） 《濟洲晚報》 2013 2 16
2. 1 2 3 4  .   [2014-04-04]. （原始内容存档于2014-04-07）.
3. ↑  "北, 국가과학원장에 장철 임명 " （页面存档备份，存于） DaliyNK 2009 9 27